# Хенгстайзе
Хенгстайзе (нем. Hengsteysee) — водохранилище на реке Рур, находящееся между городами Хагеном, Дортмундом и Хердекке (федеральная земля Северный Рейн-Вестфалия). Водохранилище образовалось запруживанием Рура 4,6-метровой плотиной Хенгстай.

## История

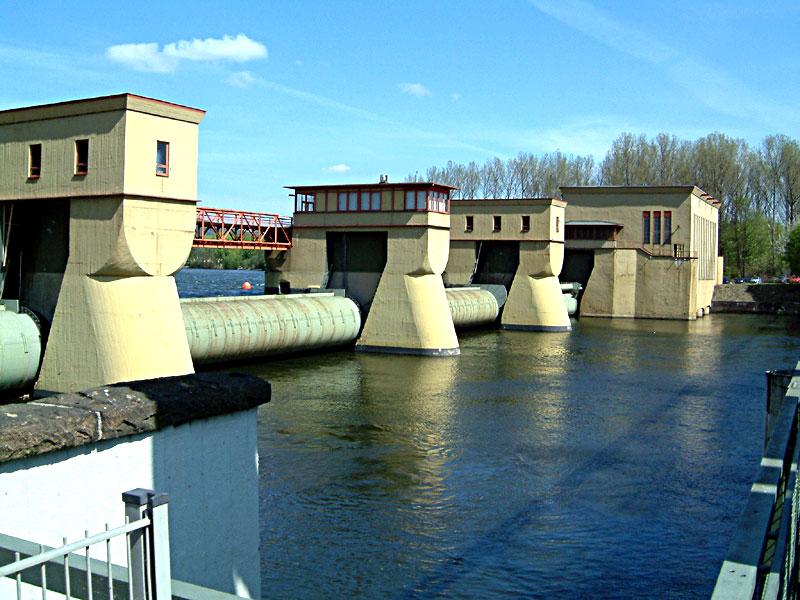
Плотина Хенгстай

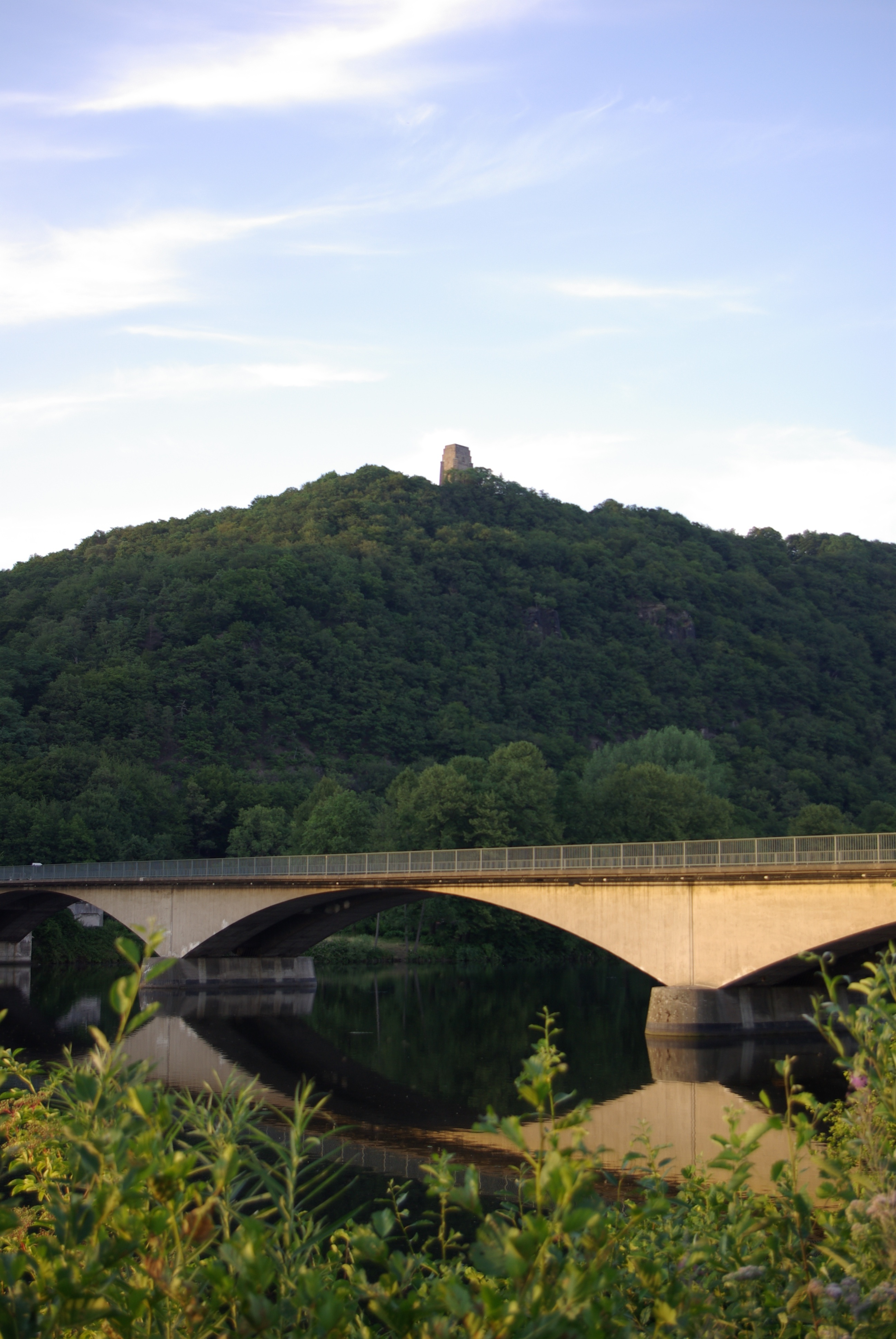
Мост в северной части Хенгстайзе и руины замка Хоэнсибург

Водохранилище создавалось в 1927—1929 годах с целью выполнения роли отстойника взвешенных частиц — вследствие уменьшения скорости течения Рура происходило самоочищение воды. Это помогало решить проблему водоснабжения, когда потребности в питьевой воде быстро росли, а загрязнение Рурской воды постоянно увеличивалось.
Также на Хенгстайзе есть две гидроэлектростанции — собственно плотина Хенгстай и ГЭС Кёпхенверк. Обе ГЭС, как и само водохранилище, находятся в пользовании энергетической компании «RWE Energy». Суммарная установленная мощность обеих ГЭС составляет порядка 12 млн кВт•ч в год.
В настоящее время водохранилище также служит популярным местом отдыха. Вдоль южного берега проложены пешеходная и велосипедная дорожка длиной 6,5 км. Эта велосипедная дорожка является частью маршрута «Велосипедный путь Рура». В летнее время по водохранилищу курсируют прогулочные суда, в северной части водохранилища есть пункт проката лодок и водных велосипедов. На Хенгстайзе проводится ряд соревнований по парусному спорту.
На северном берегу Хенгстайзе находятся замок Функенбург и руины замка Хоэнсибург.
Водохранилище Хенгстайзе является тематическим пунктом «Путь индустриальной культуры» Рурского региона.